# Alexiusbrunnen

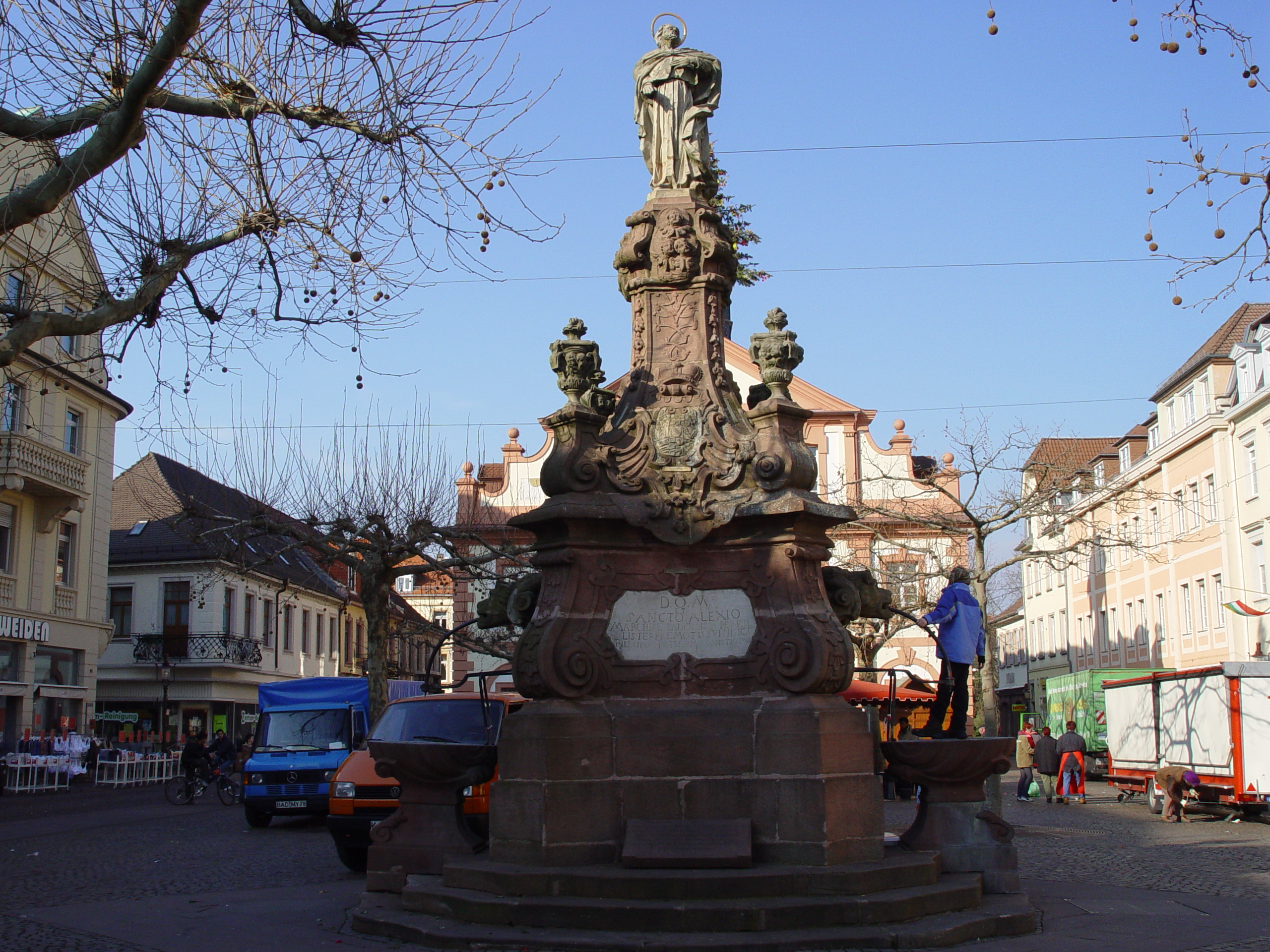
Alexiusbrunnen

Der Alexiusbrunnen, auch Erdbeben-Brunnen genannt, im baden-württembergischen Rastatt ist der nördlichere von zwei barocken Brunnen auf dem Marktplatz zwischen der Kirche St.-Alexander-Kirche und dem Rathaus. Bei dem zweiten südlicheren Brunnen handelt es sich um den Johannes-Nepomuk-Brunnen.

## Geschichte
Nachdem Rastatt in den Jahren 1723 und 1728 von Erdbeben heimgesucht worden war, suchte die Bevölkerung Schutz in Fürbitten und rief den Schutzheiligen Alexius von Edessa, dem Schutzheiligen gegen Erdbeben, Blitz und Unwetter an. Aus diesem Grund gaben die Markgrafen Ludwig Georg Simpert und sein Bruder August Georg Simpert im Jahre 1737 den Auftrag zur Errichtung eines Brunnens zu Ehren des Heiligen. Der Brunnen wurde nach Plänen des markgräflichen Baumeisters Johann Peter Ernst Rohrer vor dem Rastatter Rathaus erbaut und 1739 fertiggestellt. Der Brunnen ist damit älter als die in unmittelbarer Nähe 1756 erbaute Kirche, welche ebenfalls von Baumeister Johann Peter Ernst Rohrer entworfen wurde.
Aus einer Inschrift geht hervor, dass der Brunnen erst unter Markgraf August Georg Simpert Wasser bekommen hat.

## Inschriften
Er trägt eine Tafel aus neuerer Zeit mit folgender Inschrift:
Von Markgraf Ludwig Georg und seinem Bruder August Georg 1739 durch den herrschaftlichen Baumeister M. E. Rohrer errichteter Monomentalbrunnen zu Ehren des heiligen Alexius als Beschützer der Stadt gegen Erdbebengefahr.
Auf dem Brunnen selbst steht in lateinischer Schrift:
Dem Herrn und Heiligen Alexius, der Markgrafschaft Baden allerheiligster Schutzpatron gegen die Gefahr des Erdbebens Ludwig Georg, Markgraf von Baden und Hochberg Landgraf von Sausenberg Ritter vom Goldenen Vlies hat dieses Werk dem heiligen Alexius errichten lassen, damit er und die Seinen vor der Geißel des Erdbebens geschützt seien. August Georg hat das Wasser (im Brunnen) fließen lassen im Jahre 1770 (dessen) Bruderregent Ludwig Georg das Werk errichtet hat